# Babin Kal
Pour les articles homonymes, voir Babin.
Babin Kal (en serbe cyrillique : Бабин Кал) est un village de Serbie situé dans la municipalité de Bela Palanka, district de Pirot. Au recensement de 2011, il comptait 26 habitants.

## Démographie
| 1948 | 1953 | 1961 | 1971 | 1981 | 1991 | 2002 | 2011 |
| ---- | ---- | ---- | ---- | ---- | ---- | ---- | ---- |
| 685  | 623  | 516  | 370  | 180  | 107  | 51   | 26   |

|  |